# The Roughneck (film, 1915)
Pour les articles homonymes, voir The Roughneck.
Pour plus de détails, voir Fiche technique et Distribution.
The Roughneck est un film muet américain réalisé par William S. Hart et Clifford Smith, sorti en 1915.

## Synopsis
Deux enfants pourries gâté vont apprendre ce que c'est de travailler dure...

## Fiche technique
- Titre : The Roughneck
- Réalisation : William S. Hart, Clifford Smith
- Scénario : Thomas H. Ince, C. Gardner Sullivan
- Producteur : Thomas H. Ince
- Société de production : Kay-Bee Pictures
- Société de distribution : Mutual Film
- Pays d'origine :  États-Unis
- Langue : film muet avec les intertitres en anglais
- Format : Noir et blanc — 35 mm — 1,33:1 — Muet
- Genre : Film d'action
- Durée : 20 minutes
- Date de sortie :
  -  États-Unis : 9 avril 1915

## Distribution
- William S. Hart : Dave Page
- Enid Markey : Avis Hilliard
- George Fisher : Franklin Hilliard
- Roy Laidlaw : Jérôme
- Howard C. Hickman : Lord Cecil Oakleigh